# Vuelta al País Vasco 1975
La XV Vuelta al País Vasco, disputada entre el 14 de abril y el 18 de abril de 1975, estaba dividida en 5 etapas, si bien dos de ellas con doble sector en lugar de una como venía siendo habitual en las anteriores ediciones, para un total de 830 km.
El vencedor final fue nuevamente el ciclista cántabro José Antonio González Linares, que logró el segundo de sus cuatro triunfos en la prueba a lo largo de su carrera.

## Etapas
| Etapa              | Fecha    | Recorrido                    | km  | Vencedor de la Etapa          | Líder de la general           |
| ------------------ | -------- | ---------------------------- | --- | ----------------------------- | ----------------------------- |
| 1ª etapa           | 14/04/75 | Irún - Irache                | 148 | Agustín Tamames               | Agustín Tamames               |
| 2ª etapa (1º Sec.) | 15/04/75 | Irache - Irache              | 35  | José Antonio González Linares | José Antonio González Linares |
| 2ª etapa (2º Sec.) | 15/04/75 | Irache - Logroño             | 135 | Andrés Gandarias              | José Antonio González Linares |
| 3ª etapa           | 16/04/75 | Logroño - Llodio             | 151 | Fernando Ferreira             | José Antonio González Linares |
| 4ª etapa           | 17/04/75 | Llodio - San Sebastián       | 188 | Agustín Tamames               | José Antonio González Linares |
| 5ª etapa (1º Sec.) | 18/04/75 | San Sebastián - Fuenterrabía | 163 | Ventura Díaz                  | José Antonio González Linares |
| 5ª etapa (2º Sec.) | 18/04/75 | Fuenterrabía - Fuenterrabía  | 8   | Jesús Manzaneque              | José Antonio González Linares |

## Clasificaciones
| \| 1. \| José Antonio González Linares \| KAS \| 24h 30' 30s \| \| 2. \| Jesús Manzaneque \| MON \| a 20s \| \| 3. \| Agustín Tamames \| SUP \| a 38s \| \| 4. \| José Luis Viejo \| SUP \| a 1' 21s \| \| 5. \| José Martins \| POR \| a 1' 28s \| \| 6. \| Miguel Mari Lasa \| KAS \| A 1' 59s \| \| 7. \| Pedro Torres \| SUP \| a 2' 58s \| \| 8. \| Manuel Rego \| POR \| a 3' 05s \| \| 9. \| Francisco Galdós \| KAS \| a 3' 30s \| \| 10. \| Santiago Lazcano \| SUP \| a 3' 31s \| |                               |     |             |
| 1. | José Antonio González Linares | KAS | 24h 30' 30s |
| 2. | Jesús Manzaneque              | MON | a 20s       |
| 3. | Agustín Tamames               | SUP | a 38s       |
| 4. | José Luis Viejo               | SUP | a 1' 21s    |
| 5. | José Martins                  | POR | a 1' 28s    |
| 6. | Miguel Mari Lasa              | KAS | A 1' 59s    |
| 7. | Pedro Torres                  | SUP | a 2' 58s    |
| 8. | Manuel Rego                   | POR | a 3' 05s    |
| 9. | Francisco Galdós              | KAS | a 3' 30s    |
| 10. | Santiago Lazcano              | SUP | a 3' 31s    |

| \| 1. \| Miguel Mari Lasa \| KAS \| 19 puntos \| \| \| 2. \| Agustín Tamames \| SUP \| 21 puntos \| \| \| 3. \| Jesús Manzaneque \| MON \| 26 puntos \| \| |                  |     |           |  |
| 1. | Miguel Mari Lasa | KAS | 19 puntos |  |
| 2. | Agustín Tamames  | SUP | 21 puntos |  |
| 3. | Jesús Manzaneque | MON | 26 puntos |  |

| \| 1. \| Andrés Oliva \| KAS \| 61 puntos \| \| \| 2. \| Pedro Torres \| SUP \| 59 puntos \| \| \| 3. \| Martins \| \| 34 puntos \| \| |              |     |           |  |
| 1. | Andrés Oliva | KAS | 61 puntos |  |
| 2. | Pedro Torres | SUP | 59 puntos |  |
| 3. | Martins      |     | 34 puntos |  |

| \| 1. \| Super Ser \| 97 h 30' 27s \| \| \| 2. \| Kas \| a 2' 01s \| \| \| 3. \| Monteverde \| a 5' 29s \| \| \| 4. \| Coelima \| a 5' 57s \| \| \| 3. \| Sporting Lisboa \| a 11' 57s \| \| |                 |              |  |
| 1. | Super Ser       | 97 h 30' 27s |  |
| 2. | Kas             | a 2' 01s     |  |
| 3. | Monteverde      | a 5' 29s     |  |
| 4. | Coelima         | a 5' 57s     |  |
| 3. | Sporting Lisboa | a 11' 57s    |  |